# Проспект Героев (Санкт-Петербург)
Проспект Геро́ев — проспект в Санкт-Петербурге, достроенный на сегодня участок идёт от улицы Адмирала Черокова до улицы Маршала Казакова. По проекту должен идти, как минимум, от улицы Маршала Мерецкова до улицы Маршала Казакова.

## История
Название современному проспекту было присвоено на плане ещё в 1978 году, после включения в 1977 году ранее существовавшего проспекта Героев в Ленинский проспект. Название было дано в честь героев Великой Отечественной войны.
Первый участок современного проспекта Героев был официально открыт 2 декабря 2011 года. Продлен в конце 2013 года от Ленинского проспекта до улицы Маршала Казакова, но движение там было открыто в конце 2015 года.
Проспект Героев — также бывшее название первоначальной части нынешнего Ленинского проспекта и одноименной платформы Октябрьской железной дороги.
Торжественное открытие моста через Дудергофский канал состоялось 1 мая 2016 года (15 июня 2016 года губернатор Санкт-Петербурга Георгий Полтавченко подписал постановление о присвоении мосту имени Ахмата Кадырова), после чего было открыто движение от улицы Маршала Казакова до улицы Адмирала Черокова. Строительство участка до улицы Маршала Мерецкова, как и самого проспекта, в ближайшее время не запланировано.
Сейчас здесь район массового жилищного строительства.

## Транспорт
1. Автобус № 2а, 83, 142, 160, 203, 226, 239, 243, 300, 333
2. Троллейбус № 32, 35, 41, 45, 48